# Радоје Контић (народни херој)
Радоје Контић (Тиково, код Пљевље, 19. децембар 1919 – околина Пљеваља 1943), учесник Народноослободилачке борбе и народни херој Југославије.

## Биографија
Родио се у селу Тиково у близини Пљеваља 19. децембра 1919. године у сиромашној сељачкој породици. Основну школу је завршио у родном месту, али је због тешких материјалних услова морао да прекине школовање. На очевом имању бавио се земљорадњом. Веома рано се прикључио омладинском покрету и био је веома активан. Након капитулације Југославије у селима Плијешевина, Шљиванско и Тикова образовао је прву борбену групу. Учествовао је у низ акција које су имале за циљ уништавање карабињерских и жандармеријских станица, али и Пљеваљској бици 1. децембра 1941. године.
Средином фебруара 1942. године изабран је за секретара Месног комитета СКОЈ−а и члана Месног комитета КПЈ за срез пљеваљски. У току великих борби у мају 1942. године постављен је за заменика комесара Прве чете трећег ударног батаљона Пљеваљског одреда. Формирањем Треће проелтерске бригаде 5. јула 1942. године постао је борац у другом батаљону. Истицао се јунаштвом у нападима на Брадину, Прозор, Горњи Вакуф и Купрес. У децембру исте године изабран је за политичког коемсара Треће чете петог батаљона.
После заврштека Четврте непријатељске офазиве враћен је на рад у Срески комитет Партије за пљеваљски срез. Међутим, убрзо се поново враћа у бригаду, јер је непријатељ из неколико праваца почео да напада из правца Пријепоља и Пљеваља на Јабуку и Мајајловицу. Пети батаљон је уз доста муке одолео снажној топовској ватри и онда је кренуо у јуриш. У тренутку када је позивао борце на јуриш, његов положај су открили италијански тенкови и тада је погођен у главу у близини Пљеваља.
Указом председника ФНР Југославије Јосипа Броза Тита, 13. јула 1953. године, проглашен је за народног хероја.